# 嘉禄
嘉禄（、旧字体：嘉祿）は、日本の元号の一つ。元仁の後、安貞の前。1225年から1227年までの期間を指す。この時代の天皇は後堀河天皇。鎌倉幕府将軍は藤原頼経、執権は北条泰時。

## 改元
- 元仁2年4月20日（ユリウス暦1225年5月28日）：改元。理由については、備考を参照のこと。
- 嘉禄3年12月10日（ユリウス暦1228年1月18日）：安貞に改元。

## 備考
この改元について、『吾妻鏡』は疱瘡流行に伴う写経記事の翌日（元仁2年5月2日）条に改元の詔書が届いたことが記されていることから、通常は疱瘡によると解されている。
だが、改元直前に藤原定家が安倍泰俊に語ったところによれば、事の発端は「元仁」改元を知った武家（鎌倉幕府）が「不快」の念を伝えてきたことがきっかけであったとされ（『明月記』嘉禄元年4月15日条）、実際に改元されると定家は「改元を行っても政治を改めなければ意味がない」と批判し、更に「嘉禄」が「軽（かろ）く」に通じると不満を示している（同4月20日・21条）。

## 嘉禄期におきた出来事
元年
- 12月20日：鎌倉幕府の御所を若宮大路へ移転する。
- 12月21日：幕府評定所を設置する。

2年
- 正月27日：九条頼経、鎌倉幕府の第4代将軍に就任。

### 死去
元年
- 6月10日：大江広元
- 7月11日：北条政子

## 西暦との対照表
※は小の月を示す。
| 嘉禄元年（乙酉） | 一月      | 二月  | 三月※ | 四月    | 五月※ | 六月  | 七月※ | 八月  | 九月※ | 十月  | 十一月※ | 十二月  |          |
| ---------------- | --------- | ----- | ----- | ------- | ----- | ----- | ----- | ----- | ----- | ----- | ------- | ------- | -------- |
| ユリウス暦       | 1225/2/9  | 3/11  | 4/10  | 5/9     | 6/8   | 7/7   | 8/6   | 9/4   | 10/4  | 11/2  | 12/2    | 12/31   |          |
| 嘉禄二年（丙戌） | 一月※     | 二月  | 三月※ | 四月    | 五月※ | 六月  | 七月  | 八月※ | 九月  | 十月※ | 十一月  | 十二月※ |          |
| ユリウス暦       | 1226/1/30 | 2/28  | 3/30  | 4/28    | 5/28  | 6/26  | 7/26  | 8/25  | 9/23  | 10/23 | 11/21   | 12/21   |          |
| 嘉禄三年（丁亥） | 一月      | 二月※ | 三月  | 閏三月※ | 四月  | 五月※ | 六月  | 七月※ | 八月  | 九月  | 十月※   | 十一月  | 十二月※  |
| ユリウス暦       | 1227/1/19 | 2/18  | 3/19  | 4/18    | 5/17  | 6/16  | 7/15  | 8/14  | 9/12  | 10/12 | 11/11   | 12/10   | 1228/1/9 |